# 巴尔特·德尔洛
巴尔特·德尔洛（荷蘭語：Bart Deurloo，1991年2月23日—），荷兰男子竞技体操运动员，2015年世界杯科特布斯站男子自由体操铜牌得主、2017年世界竞技体操锦标赛男子单杠铜牌得主、2018年世界杯巴库站男子单杠金牌得主。